# Science-Fiction-Jahr 1822
Übersicht

◄◄ | ◄ | 1818 | 1819 | 1820 | 1821 | Science-Fiction-Jahr 1822 | 1823 | 1824 | 1825 | 1826 | ► | ►►

Weitere Ereignisse

## Gestorben
- E. T. A. Hoffmann (* 1776)